# Латвия на летних Олимпийских играх 1936
Латвия принимала участие в Летних Олимпийских играх 1936 года в Берлине (Германия), и завоевала одну серебряную и одну бронзовую медали.

## Медалисты
| Медаль  | Спортсмен         | Вид спорта      | Дисциплина                              |
| ------- | ----------------- | --------------- | --------------------------------------- |
| Серебро | Эдвинс Биетагс    | Борьба          | Мужчины, греко-римская борьба, до 87 кг |
| Бронза  | Адалбертс Бубенко | Лёгкая атлетика | Мужчины, спортивная ходьба, 50 км       |